# Augustenstift (Coburg)

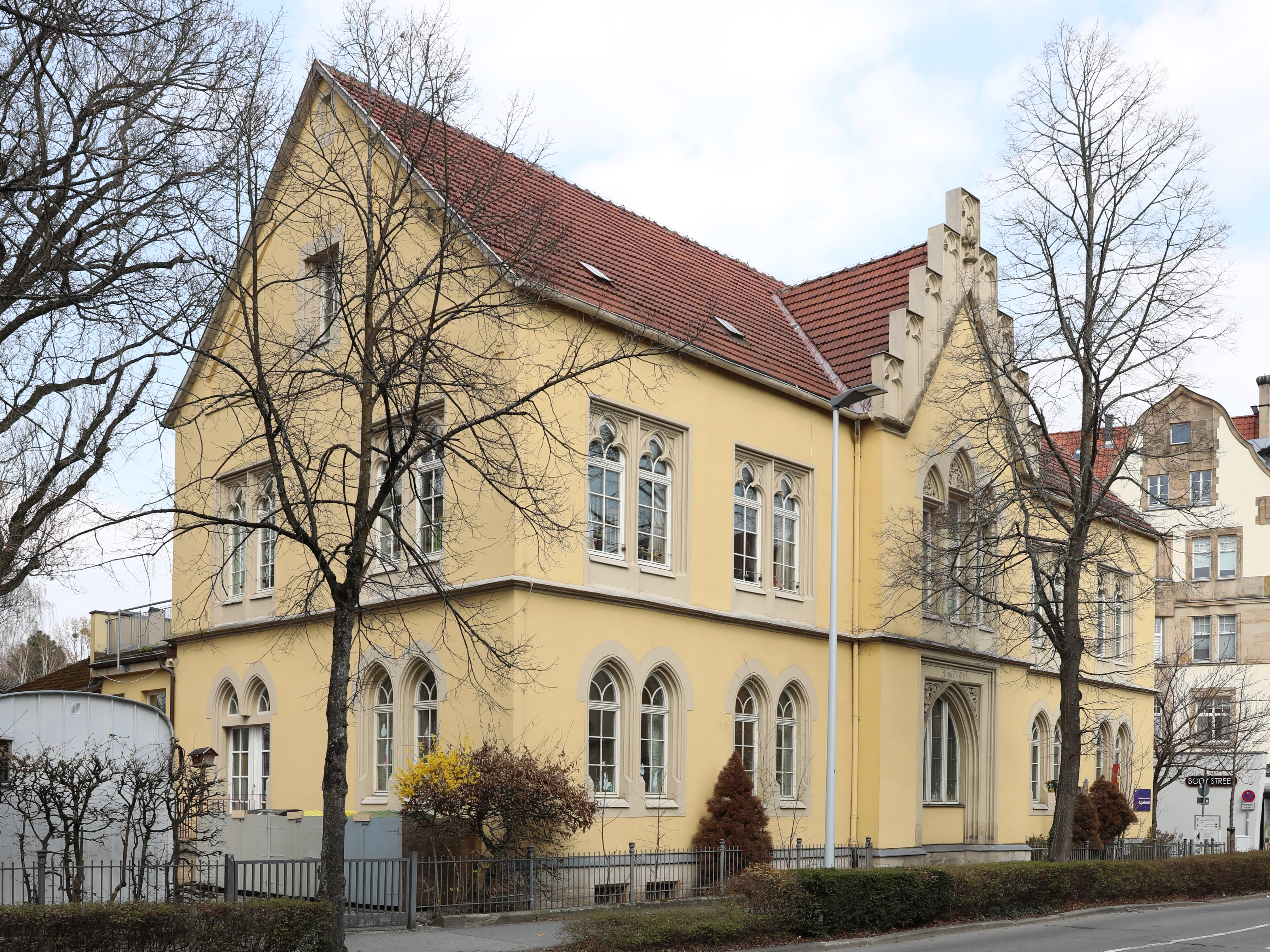
Augustenstift, Bahnhofstraße 18 in Coburg

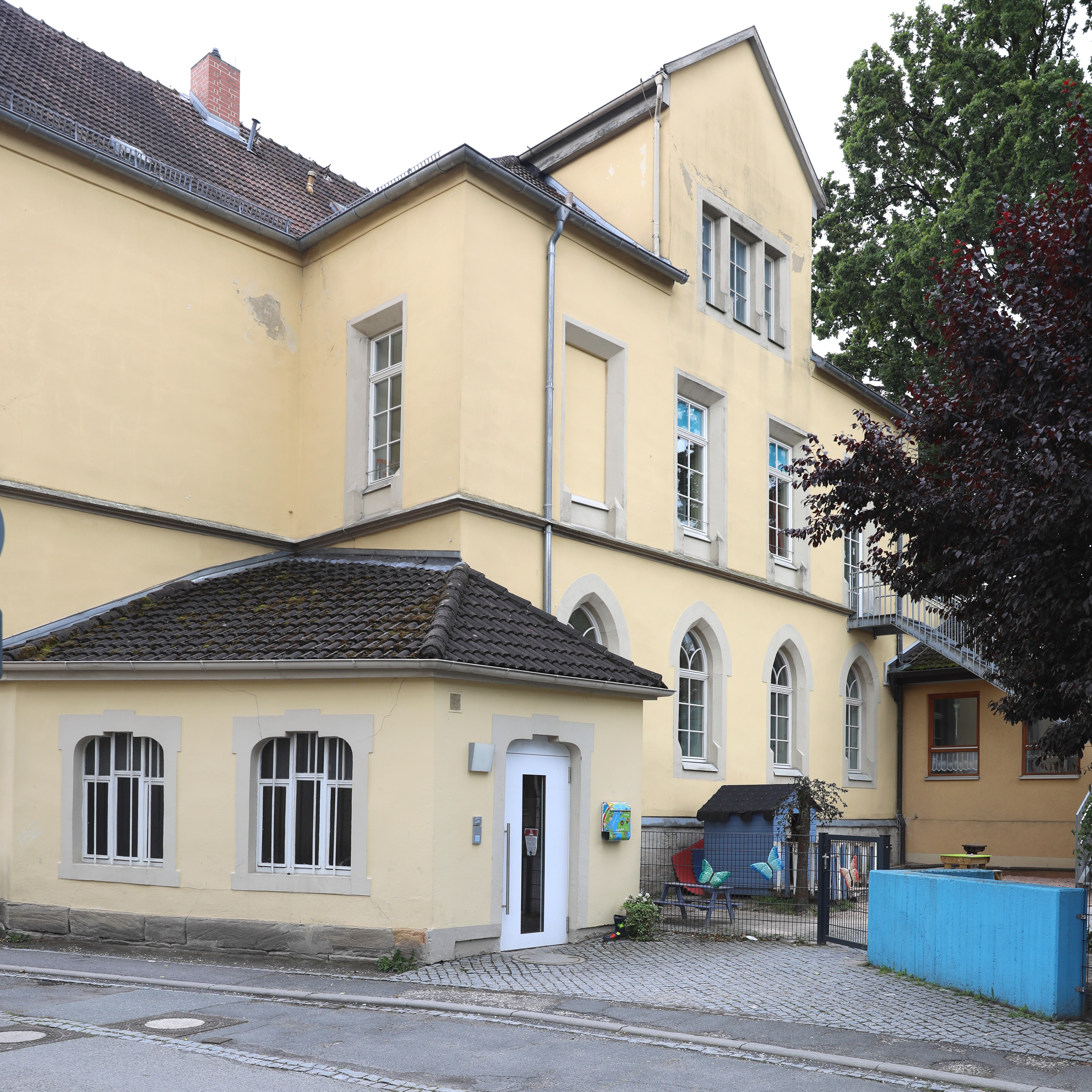
Augustenstift, Rückfront

Das Augustenstift in der Bahnhofstraße 18 der oberfränkischen Stadt Coburg wurde 1861 bis 1863 im neugotischen Stil als Mädchen- und Waisenhaus errichtet. Es ist als Baudenkmal in der Bayerischen Denkmalliste eingetragen.

## Geschichte
Im Jahr 1827 fasste Herzog Ernst I. die Entschließung, zu Ehren seiner Mutter, der Herzogin Auguste Caroline Sophie, Ehefrau des Herzogs Franz Anton von Sachsen-Coburg-Saalfeld, das Augustenstift zu gründen. Es hatte den Zweck, verfolgte und arme Mädchen in allen häuslichen Arbeiten auszubilden. Herzog Ernst II. veranlasste 1861, nach der Klärung der Grundstücksfrage, den Bau des Mädchen- und Waisenhauses in der neu angelegten Bahnhofstraße, den er aus seinen Privatmitteln finanzierte. Die errechnete Bausumme betrug 22.670 Gulden. Am 23. November 1861 begannen die Bauarbeiten nach den Plänen des Coburger Stadtbaumeisters Julius Martinet. Am 1. Juli 1863 folgte die Einweihung und Eröffnung. Das Stift existierte bis 1935, ab April 1936 stand das Haus leer. Im Mai 1938 bezog der Alexandrinen-Diakonissenverein das Anwesen. Seitdem dient es diakonischen Einrichtungen, einer Kindergrippe und einem Kindergarten. Das Anwesen beherbergt inzwischen ein inklusives Montessori Kinderhaus.

## Architektur
Der zweigeschossige, verputzte Satteldachbau in neugotischen Formen steht mit seiner Traufe zur Bahnhofstraße nahe der Itz. Trotz neuzeitlicher innerer Umbauten zu einer Kindertagesstätte blieb das äußere historische Erscheinungsbild des Gebäudes erhalten. Die Fassade des Gebäudes hat fünf zu zwei Achsen. An der Rückseite steht ein vorspringendes Bauteil. Im Erdgeschoss gliedern spitzbogige Doppelfenster und im Obergeschoss rechteckig gerahmte Doppelfenster mit Maßwerk die Fassade. Ein Mittelrisalit prägt die Straßenfront. Er hat ein großes, spitzbogiges Fenster (früher das Eingangsportal) mit Laubwerkdekor im Erdgeschoss, eine Drillingsfenstergruppe mit Trennsäulen im Obergeschoss und einen von Blendmaßwerk besetzten Treppengiebel. An der Ostseite befindet sich eine Doppeltür mit Maßwerkoberlichtern. Ein moderner Kindergartenanbau erfolgte im Nordosten von 1988 bis 1990.